# Rivière de Montrouis
 (juillet 2014).
Si vous disposez d'ouvrages ou d'articles de référence ou si vous connaissez des sites web de qualité traitant du thème abordé ici, merci de compléter l'article en donnant les références utiles à sa vérifiabilité et en les liant à la section « Notes et références ».
 (juillet 2014).
La rivière de Montrouis est un cours d'eau qui coule à la limite du département de l'Ouest et du département de l'Artibonite à Haïti. 

## Géographie
La rivière Montrouis prend sa source dans le massif montagneux de la chaîne des Matheux.
Ce fleuve se jette dans le golfe de la Gonâve à la hauteur de la Pointe Ouest sur le Canal de Saint-Marc.